# Landed
Landed is een album uit 1975 van de Duitse krautrockband Can. Het is het zevende album van de groep, en brengt iets minder experimenteel geluid en iets meer popgeluid dan hun vorig werk.
Het album werd in 1975 opgenomen in de Inner Space Studio.

## Tracks
1. "Full Moon on the Highway" - 3:32
2. "Half Past One" - 4:39
3. "Hunters and Collectors" - 4:19
4. "Vernal Equinox" - 8:48
5. "Red Hot Indians" - 5:38
6. "Unfinished" - 13:21

## Bezetting
- Holger Czukay: bas, zang op "Full Moon on the Highway"
- Michael Karoli: gitaar, viool, leadzang
- Jaki Liebezeit: drums, percussie
- Irmin Schmidt: keyboard, Alpha 77, zang op "Full Moon on the Highway"
- Olaf Kubler: tenorsaxofoon op "Red Hot Indians"